# Max Schlemmer
Maximilian Joseph August Schlemmer (13. dubna 1856 – 13. června 1935), přezdívaný král Laysanu, byl německý přistěhovalec do Spojených států amerických, který se usadil na Havajských ostrovech. Narodil se roku 1856 v německém Scheibenhardtu a do USA emigroval na počátku 70. let 19. století, kde později získal práci ve firmě North Pacific Phosphate and Fertilizer Company. Celkem patnáct let života mezi roky 1894 až 1915 strávil se svou rodinou na ostrově Laysan, kde byl nejprve pověřen jako dozorce při těžbě guána.
Schlemmer se zajímal o ptáky ostrova a provedl několik studií, které poskytují informace o historických populacích ptáků. Schlemmerova rodina však biotop ostrova silně narušila. Společně s japonskými dělníky zabil Schlemmer pro obchod s peřím na 300 000 ptáků (roku 1909 se tato činnost stala nelegální) a vysadil zde též nepůvodní morčata a králíky. Ti se později přemnožili a začali pustošit tamní vegetaci, což vedlo k vyhynutí některých zdejších druhů (jako chřástal laysanský). Také Schlemmerova rodina na ostrově bez vegetace téměř vyhladověla, než byla zachráněna lodí USS Nereus.